# Polk County (Minnesota)
Das Polk County ist ein County im US-amerikanischen Bundesstaat Minnesota. Im Jahr 2020 hatte das County 31.192 Einwohner und eine Bevölkerungsdichte von 6,1 Einwohnern pro Quadratkilometer. Der Verwaltungssitz (County Seat) ist Crookston. Die größte Stadt im County ist East Grand Forks.
Das Polk County ist Bestandteil der Metropolregion Greater Grand Forks.

## Geografie
Das County liegt im Nordwesten von Minnesota am Ostufer des Red River of the North, der die Grenze zu North Dakota bildet. Der Red Lake River durchfließt das County von Ost nach West und mündet danach in den Red River. Das County hat eine Fläche von 5174 Quadratkilometern, wovon 71 Quadratkilometer Wasserfläche sind. An das Polk County grenzen folgende Nachbarcountys:
|                                   | Marshall County | Pennington County, Red Lake County |
| Grand Forks County (North Dakota) |                 | Clearwater County                  |
| Traill County (North Dakota)      | Norman County   | Mahnomen County                    |

## Geschichte

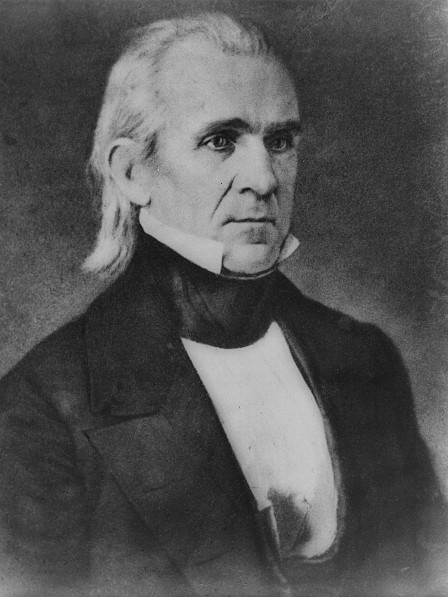
Polk

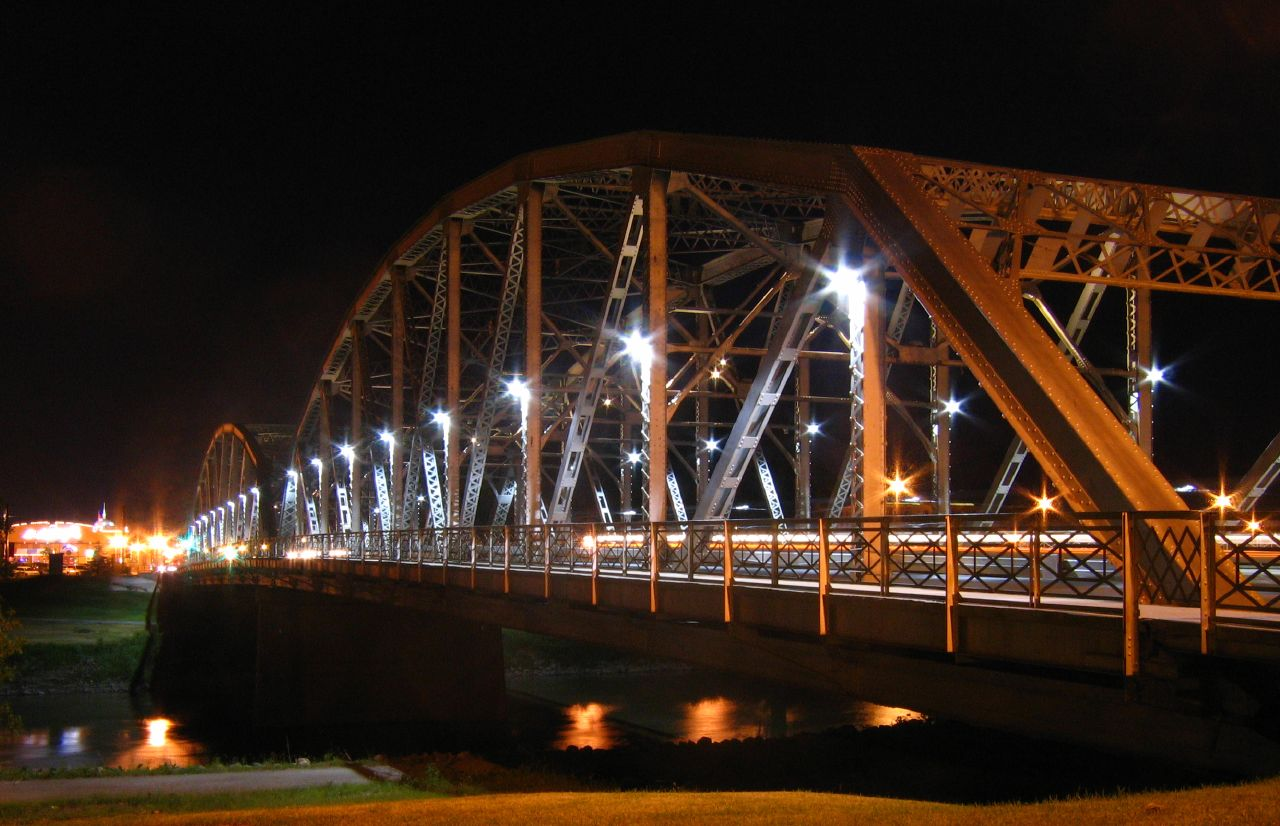
Sorlie Memorial Bridge, gelistet im NRHP

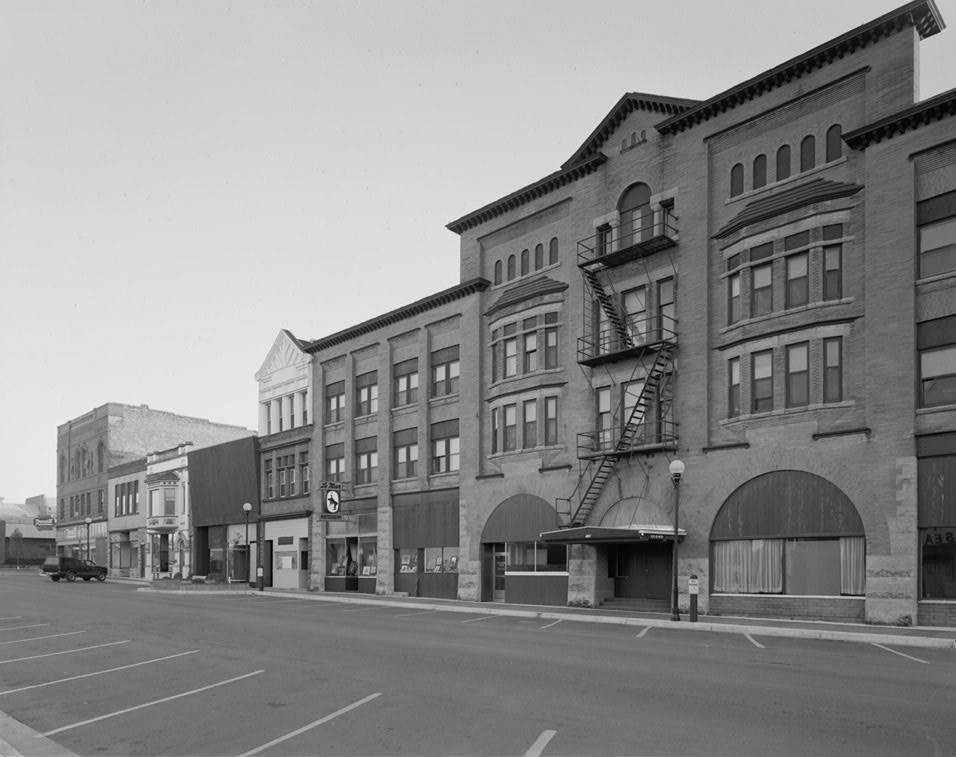
Crookston Commercial Historic District, gelistet im NRHP

Das Polk County wurde am 20. Juli 1858 aus Teilen des nicht mehr existenten Pembina County gebildet. Benannt wurde es nach James K. Polk (1795–1849), dem elften Präsidenten der Vereinigten Staaten (1845–1849).

## Demografische Daten
Nach der Volkszählung im Jahr 2010 lebten im Polk County 31.600 Menschen in 12.442 Haushalten. Die Bevölkerungsdichte betrug 6,2 Einwohner pro Quadratkilometer. In den 12.442 Haushalten lebten statistisch je 2,41 Personen.
Ethnisch betrachtet setzte sich die Bevölkerung zusammen aus 94,8 Prozent Weißen, 0,9 Prozent Afroamerikanern, 1,6 Prozent amerikanischen Ureinwohnern, 0,8 Prozent Asiaten sowie aus anderen ethnischen Gruppen; 1,8 Prozent stammten von zwei oder mehr Ethnien ab. Unabhängig von der ethnischen Zugehörigkeit waren 5,5 Prozent der Bevölkerung spanischer oder lateinamerikanischer Abstammung.
23,4 Prozent der Bevölkerung waren unter 18 Jahre alt, 60,2 Prozent waren zwischen 18 und 64 und 16,4 Prozent waren 65 Jahre oder älter. 49,9 Prozent der Bevölkerung war weiblich.

Das jährliche Durchschnittseinkommen eines Haushalts lag bei 49.257 USD. Das Pro-Kopf-Einkommen betrug 24.274 USD. 12,2 Prozent der Einwohner lebten unterhalb der Armutsgrenze.

## Ortschaften im Polk County
Citys
| - Beltrami - Climax - Crookston - East Grand Forks - Erskine | - Fertile - Fisher - Fosston - Gully - Lengby | - McIntosh - Mentor - Nielsville - Trail - Winger |

Unincorporated Communities
| - Cisco - Dugdale - Eldred - Euclid | - Maple Bay - Olga - Rindal |

## Gliederung
Das Polk County ist neben den 15 Citys in 58 Townships eingeteilt:
| Township            | Einw. (2010) | FIPS     |
| ------------------- | ------------ | -------- |
| Andover Township    | 119          | 27-01504 |
| Angus Township      | 76           | 27-01648 |
| Badger Township     | 117          | 27-03142 |
| Belgium Township    | 81           | 27-04726 |
| Brandsvold Township | 245          | 27-07390 |
| Brandt Township     | 50           | 27-07408 |
| Brislet Township    | 53           | 27-07768 |
| Bygland Township    | 272          | 27-09118 |
| Chester Township    | 75           | 27-11224 |
| Columbia Township   | 470          | 27-12682 |
| Crookston Township  | 413          | 27-13888 |
| Eden Township       | 168          | 27-18080 |
| Esther Township     | 165          | 27-19790 |
| Euclid Township     | 151          | 27-19862 |
| Fairfax Township    | 198          | 27-20204 |
| Fanny Township      | 103          | 27-20510 |
| Farley Township     | 45           | 27-20564 |
| Fisher Township     | 200          | 27-21176 |
| Garden Township     | 212          | 27-23066 |
| Garfield Township   | 461          | 27-23156 |

| Township                     | Einw. (2010) | FIPS     |
| ---------------------------- | ------------ | -------- |
| Gentilly Township            | 280          | 27-23480 |
| Godfrey Township             | 313          | 27-24254 |
| Grand Forks Township         | 179          | 27-24938 |
| Grove Park - Tilden Township | 282          | 27-26190 |
| Gully Township               | 136          | 27-26288 |
| Hammond Township             | 44           | 27-26810 |
| Helgeland Township           | 54           | 27-28358 |
| Higdem Township              | 84           | 27-28844 |
| Hill River Township          | 157          | 27-29186 |
| Hubbard Township             | 75           | 27-30356 |
| Huntsville Township          | 464          | 27-30590 |
| Johnson Township             | 51           | 27-32030 |
| Kertsonville Township        | 94           | 27-32948 |
| Keystone Township            | 91           | 27-33002 |
| King Township                | 219          | 27-33254 |
| Knute Township               | 519          | 27-33614 |
| Lessor Township              | 175          | 27-36692 |
| Liberty Township             | 108          | 27-36962 |
| Lowell Township              | 298          | 27-38330 |
| Nesbit Township              | 99           | 27-45214 |

| Township            | Einw. (2010) | FIPS     |
| ------------------- | ------------ | -------- |
| Northland Township  | 160          | 27-47032 |
| Onstad Township     | 71           | 27-48418 |
| Parnell Township    | 61           | 27-49840 |
| Queen Township      | 214          | 27-52774 |
| Reis Township       | 79           | 27-53764 |
| Rhinehart Township  | 139          | 27-53980 |
| Roome Township      | 177          | 27-55384 |
| Rosebud Township    | 351          | 27-55564 |
| Russia Township     | 27           | 27-56446 |
| Sandsville Township | 67           | 27-58432 |
| Scandia Township    | 74           | 27-58882 |
| Sletten Township    | 177          | 27-60880 |
| Sullivan Township   | 173          | 27-63310 |
| Tabor Township      | 113          | 27-64030 |
| Tynsid Township     | 64           | 27-66064 |
| Vineland Township   | 87           | 27-67198 |
| Winger Township     | 206          | 27-70888 |
| Woodside Township   | 505          | 27-71662 |